# 新封建主義
新封建主義（しんほうけんしゅぎ、英: Neo-feudalism）あるいは新封建制とは、多くの封建社会で見られた統治、経済、公共生活の政策が現代に再興したとする理論である。その側面には、一般人と貴族に対する不平等な権利と法的保護、少数かつ強力なエリートによる社会の支配、社会的移動性の欠如、そしてエリートと民衆の間の富裕な領主と貧しい農奴の関係が含まれる。

## 語源と用法
一般に、この用語は中世ヨーロッパに見られたものと幾分類似した21世紀型の封建制を指すが、現代において新たな現象として展開されている。初期の用法においては、この用語は政治的左翼と右翼の両方への批判として用いられた。
他方、ユルゲン・ハーバーマスは、啓蒙時代の公共圏を生み出したとされるコミュニケーションの形態の私有化を批判するため、1962年の『公共性の構造転換』において「再封建化」（Refeudalisierung）という用語を用いた。「新封建主義」そのものについては言及していないが、後の論者はこれらの考え方が新封建主義の概念と類似していると指摘している。 同様に、1992年にイマニュエル・ウォーラースタインは国際発展に関する見解を述べ、新封建主義を他の3つの変種の中に挙げた。 ウォーラースタインがいう新封建主義とは、局所的な階層構造を持ち、ハイテク商品はエリートのみが手に入れることのできるような閉鎖経済地域を指す。

## 詳細
新封建主義の概念は経済に焦点を当てるかもしれないが、それに限定されるわけではない。 現代社会における新封建主義の考え方に関連しているとされる問題には、階級分化、グローバリゼーション、新保守主義的外交政策、多国籍企業、「新コーポラティズム」などがある。
レス・ジョンストンによると、クリフォード・シェアリングの新封建主義に関する理論的アプローチは影響力を持っている。シェアリングは、「さまざまな方法で『封鎖』された大量の私有財産の領域の出現に注目するために、この用語を限定的な意味で使用している」。
ルシア・ゼドナーは、新封建主義のこの使用は範囲が狭すぎると応答する。 シェアリングの比較は、以前の統治との明確な類似点を引き出さない。ゼドナーはより明確なエンドースメントを好む。
ブルース・ベイカーによると、新封建主義は商業利益によって定義され、大規模な地域で管理される秩序を伴う。彼は、これが国家と非国家の警察協力の範囲を完全に説明するものではないと主張する。ランディ・リッパートとダニエル・オコナーにとって、封建制との比較の意義は、企業が国家の統治力に似た力を持っているということである。 同様に、ジッカード・ネッケルは、20世紀後半の金融市場に基づく資本主義の台頭は経済の「再封建化」を表していると主張した。
マリナ・カパリーニは、貧困層や疎外された人々が国家による安全保障の提供から排除されることで、富の格差が広がり、新封建主義につながる可能性があると主張し、このようなことが南アフリカで既に起こっていると述べている。イアン・ローダーは、新封建主義は警察の商品化によって可能になり、共有市民権の終わりを意味すると述べている。 マーサ・K・ハギンズが発見したように、新封建主義の主な特徴は、個人の公共生活がますますビジネス企業によって支配されていることである。
ジョン・ブレイスウェイトは、特にビジネス企業が損失削減に対するこの特別なニーズを持っているため、新封建主義は統治に異なるアプローチをもたらすと指摘している。
作家ジョナサン・ブルーステインは、経済的、政治的、軍事的なものなどを含む社会権力の特徴としての新封建主義について書いている。 彼は、直接的に領主、貴族、王、皇帝と呼ばれることはないが、現代的な意味で同等の権力を持つ者を新封建君主と定義する。 つまり、日常の法律の対象ではなく、ある程度独自の法律を作成することができ、大規模な市場を支配し、膨大な数の個人を雇用し、民間軍事力を保有する手段を持ち、経済力が国全体に相当する人々、特に不動産を大規模に所有する人々のことである。ブルーステインは著書の中で、この現象を批判するとともに、そのための社会的・経済的解決策を提案している。
政治経済学者ミシェル・リュック・ベルマレは、用語「テクノ資本主義封建制」略してTCFを初めて造語し、2020年9月初頭に『テクノ資本主義封建制』という題名の画期的な大著を発表した。科学的無政府共産主義または構造的無政府主義の政治経済学として記述されるTCFは、著者が2000年代半ばに開始した15年間の経済研究の編集である。ベルマレによると、同書では、「テクノ資本主義封建制の時代は、資本主義の論理が全体主義的次元と権威主義的覇権を獲得する、全体主義的資本主義の時代である」と述べている。また、ベルマレによれば、テクノ資本主義封建制時代の主な特徴の1つは、「古い近代的階級制度がポストモダンな極小カースト制度に退化し、克服不能な分裂と層が「1パーセント」と「99パーセント」の間、またはより具体的には、国家・金融・企業・貴族と労働者/人口の間で現に存在する」ことである。 さらに、ベルマレによると、テクノ資本主義封建制の暗黒時代には、「価値、価格、賃金の決定は、もはや社会的に必要な労働時間という古いマルクス主義的概念に基づいているのではなく、むしろ恣意的な力の使用と影響力、すなわち、支配的な資本主義の力関係および（または）イデオロギーの基礎的な集合であり、労働時間に関するいかなる考慮もなしに、強制力と影響力によって、商品、サービス、および人々に数値、価格、および賃金総額を課すものに基づく」。 最終的に、テクノ資本主義封建制の暗黒時代には、「資本主義的実体または実体の集合で生産圏および（または）市場圏で逃げ切れるものなら何でも、労働時間の支出に関係なく、有効で合法であり、正常とみなされる」。また、マルクスに反して、ベルマレの著書は、TCFの暗黒時代には「労働者は生計費を下回る賃金で支払われる可能性がある」と主張しており、そのため、彼らは生計を立てるために複数の仕事とより多くの時間を働かなければならず、多くの場合、社会支援なしでは生きられない。 結果として、ベルマレによると、「TCFの暗黒時代には、ほとんどの機械技術は起源が資本主義的であり、つまり、これらの技術は凝固した権力関係とイデオロギーであり、資本主義的偏見に満ちていてプログラムされている」。 つまり、テクノロジーとは、支配的な資本主義関係とイデオロギーの力を維持、再生、拡大する特定の偏見の集合であり、全体的なシステムを支えている。 したがって、ベルマレの著書によると、ディストピア時代のTCFでは、「ほとんどの資本主義的機械技術は、「1パーセント」と「99パーセント」の間の分裂を維持、再生、拡大するために使用され、主に「99パーセント」をシステムの下層にボルトで固定し続け、一方、「1パーセント」はシステムの上層に永久に止まり続ける。 要するに、TCFの暗黒時代には、新しい貴族、つまり資本主義的寡頭制または1パーセントは、何よりもまず権力、支配、資本の蓄積に関心を持ち、必要なあらゆる手段によって階層的停滞を再現する」。 その結果、ベルマレによれば、TCFの暗黒時代には、「資本主義貴族は労働者から未払いの労働時間の単位を盗もうとするのではなく、むしろ労働者の日常生活のあらゆる側面に影響を与え、支配しようとする」。 したがって、1パーセント、その企業、および国家によって組織化された権力、支配、資本の蓄積は、「常に労働者/人口の犠牲によるものであり、労働者/人口自体が徐々に貧困化し、力を奪われ、継続的にシステムの周辺、つまり低賃金農奴や債務農奴としてのテクノ資本主義封建主義の建物周辺に追いやられる」。
2020年から2021年にかけて、ヤニス・ヴァルーファキスは新封建主義に関する彼の理論について多く執筆し、講演を行った。 彼は、伝統的な資本主義が経済と社会の新しい封建制のような構造、すなわち「テクノ封建制」に進化していると述べている。 ヴァルーファキスは、資本主義とは異なり、封建経済は非常に少数のグループによって支配され、市場の行動を自分の都合に合わせて事前に決定する性質を持っていると説明する。 Facebook、Amazonなどの大規模なオンライン企業の例を挙げ、ヴァルーファキスは、そのような場は主に個人の気まぐれや小さなチームによって支配されており、真の自由貿易の資本主義市場ではなく、むしろ厳格な統制の封建市場であると述べた。ジェレミー・ピットなども同様の意見と懸念を表明し、テクノ封建制はインターネット上の情報自由を脅かすと指摘している。
2022年9月初め、ベルマレは、「テクノ封建制」という用語が、全体主義的資本主義、より正確には「テクノ資本主義封建制」の弾圧の下で労働させられている労働者の事実と日常現実を歪曲しているという理由で、「テクノ封建制」に対する短く直接的な批判を提示した。ベルマレの記事によると、「テクノ資本主義封建制」ではなく「テクノ封建制」という用語を使用することは労働者に対して不利益である。「テクノ資本主義封建制」から「資本主義」という用語を落とすことは、「資本主義発展の最終段階の澄んだ青い水を濁らせるだけ」、すなわち、全体主義的資本主義の新たな夜明けの時代、つまりテクノ資本主義封建制の新たなディストピアの暗黒時代の区別を曖昧にするだけである。 ベルマレは記事の中で、「古い資本主義ブルジョアジーがデジタルアルゴリズムと侵襲的な監視技術を受け入れ、労働者人口から離れて社会経済的な存在のより高いレベルで抽象化されることで、労働者の日常生活から目に見えなくなり、ますます遠ざかっているからといって、古い資本主義ブルジョアジーが消えてしまったわけではなく、完全に技術的な貴族に取って代わられたわけではない」と述べている。 ベルマレの記事によると、「起こったのは、古い資本主義ブルジョアジーがテクノ資本主義封建貴族になったことであり、資本主義の論理、資本主義利益、資本主義的技術革新が、この権威主義的資本主義貴族とその大規模な支配権力ブロックの重なり合うネットワークすべてに情報を与え、動機づけ続けている」ということである。 したがって、資本主義の幽霊は「テクノ封建制」に取り付いている。「テクノ封建制」より正確には「テクノ資本主義封建制」は、「資本/労働関係が最も偏り、抑圧的で、技術的に支配的となった」結果である。 資本/労働関係は、資本主義の論理が引き続きこの新しい経済システムの基礎であり、根本的な支柱であるため、維持されている。 したがって、「テクノ封建制」の進化のささやきの中で、「資本主義の論理は繁栄しており、銀行まで笑い転げている。なぜなら、テクノ封建制という用語は労働者の解放と自立を犠牲にして資本主義の優位性を強化するだけだからである」。つまり、「テクノ封建制」という用語は「テクノ封建制」の資本主義的成分を隠蔽する作用を持つため、労働者にとって不都合なのである。

## 大衆文化に見られる新封建主義
2007年から2008年にかけての世界金融危機の後、アメリカのテクノロジー億万長者ニック・ハナウアーは、「我々の国［すなわちアメリカ合衆国］は急速に資本主義社会から封建社会へと移行しつつある」と述べた。彼の見解は、他の者の中でもアイスランドの億万長者ビョルゴルフル・トール・ビョルゴルフソンによって支持された。21世紀初頭のアイスランドにおける急激な経済成長と経済破綻が、同国を封建的な権力構造へと回帰させたという考えは、シグルン・ダヴィズドッティル（『Samhengi hlutanna』）、ビャルニ・ビャルナソン（『Mannorð』）、ビャルニ・ハルダソン（『Sigurðar saga fóts』）、ボドバル・グズムンドソン（『Töfrahöllin』）、ステイナール・ブラギ（『Hálendið: Skáldsaga』）といったアイスランドの小説家たちによって表現された。
同様の考え方は、いくつかの英語圏のフィクションに見られる。例えば、フランク・ハーバートの『デューン』シリーズは、インペリウムと呼ばれる新封建主義的な銀河帝国を舞台とした遠い未来を扱っている。これらの小説において、人類は、ブートラーリアン・ジハードと呼ばれる一連の戦争の後、単純な形態であってもあらゆる種類の「思考機械技術」を禁止するに至った。その結果、デューン宇宙における政治的力均衡は徐々に無数の王家に支配されるようになり、各王家は一つまたは複数の惑星を支配した。遠い未来を舞台としているとはいえ、これらの王家の社会的・政治的なダイナミクスは、多くの点で中世に見られたものと類似している。
デイヴィッド・ブリンの近未来SF小説『エクシスタンス』では、アメリカの政治家たちが、アメリカ合衆国を法的に新封建主義社会に移行させることを掲げて選挙戦を展開する。
2020年、世界経済フォーラムのトップであるクラウス・シュワブは、『COVID-19: The Great Reset』というタイトルの本を出版した。この本は、COVID-19パンデミックは政治家や政府が「ステークホルダー資本主義」のシステムを導入することで、世界の経済、社会、政府構造を変える機会であると主張し、そのために「グレート・リセット」と呼ばれる計画のガイドラインに従うべきだと述べている。シュワブはまた、彼の目標を「第四次産業革命」と呼んでいる。他の著者たちは、「グレート・リセット」を新封建主義の一形態であると批判している。

## 関連ページ
- 無政府資本主義
- 新反動主義
- 新しい中世
- 新部族主義
- ヘゲモニー危機
- 再封建化
- ジム・クロウ経済
- ブルシット・ジョブ